# Daniel Makowiecki
Daniel Makowiecki (ur. 12 lipca 1959 w Połczynie-Zdroju) – polski archeolog i archeozoolog, profesor nauk humanistycznych.

## Biografia
24 kwietnia 1997 otrzymał doktorat dzięki pracy zatytułowanej Hodowla oraz użytkowanie zwierząt na Ostrowie Lednickim w średniowieczu, a habilitację 27 września 2004 w zakresie archeologii. Był docentem w Instytucie Archeologii i Etnologii Polskiej Akademii Nauk, a także pełni funkcję profesora nadzwyczajnego na Uniwersytecie Mikołaja Kopernika. Jest stypendystą placówek naukowych i instytucji zagranicznych takich jak: Alexander von Humboldt-Stiftung w Deutsches Archäologisches Institut w Berlinie, Biosystematic Centre of the Zoological Museum University of Copenhagen, Technical and Cultural Affairs w Royal Museum of Central Africa w Tervuren, a także Belgian Office for Scientific.

## Publikacje
- 1992: Zwierzęce szczątki kostne z wykopalisk w Gniewie nad Wislą. Stanowisko 2 – Stare Miasto[2]
- 1992: Szczątki kostne zwierząt z osady wielokulturowej w Tadowie Górnym [woj. sieradzkie][2]
- 1992: Zwierzęce szczątki kostne z grodziska wczesnośredniowiecznego w miejscowości Szczuka, gm. Brodnica[2]
- 1992: Zwierzęce szczątki kostne ze średniowiecznej Kruszwicy [stanowisko 17][2]
- 1993: Szczątki kostne świni [Sus scrofa f.domestica] z wykopalisk w Kole [stanowisko – zamek], woj. konińskie[2]
- 1993: Szczątki kostne konia [Equus przewalskii f.caballus L.] z wykopalisk w Ostrowie Lednickim[2]
- 1993: Szczątki kostne zwierząt z wykopalisk w Kole [stanowisko – 12][2]
- 1994: Zwierzęcy materiał kostny z osady wczesnośredniowiecznej w Gnieźnie-Piotrowie [stanowisko 40][2]
- 1994: Zwierzęcy materiał kostny z grodziska ludności kultury łużyckiej w miejscowości Koziegłowy, woj. konińskie[2]
- 1996: Wykaz publikacji prof.dr.hab.Mariana Sobocińskiego[2]
- 1999: The Hamburgian settlement at Mirkowice: recent results and research perspectives[2]
- 2002: Bird remains of medieval and post-medieval coastal sites at the Southern Baltic Sea, Poland[2]
- 2004: Bones of Birds, [w:] T. Malinowski (red.), Komorowo, stan. 1: grodzisko kultury łużyckiej i osadnictwo wczesnośredniowieczne, vol. 1, Badania specjalistyczne[2]
- 2004: Kości czaszki tura Bos primigenius Bojanus 1827 z miejscowości Nowy Jaromierz[2]
- 2005: Ancient and modern mitochondrial haplotypes of common bream (Aramis brama L.) in Poland[2]
- 2005: Zwierzęce szczątki kostne z osady kultury pomorskiej, przeworskiej i wielbarskiej w Stroszkach w powiecie wrzesińskim[2]
- 2006: Datowanie radiowęglowe zabytków z Kolekcji Epoki Kamienia Muzeum Archeologicznego w Poznaniu[2]
- 2006: Ancient and modern mitochondrial haplotypes of common bream (Abramis brama L.) in Poland[2]
- 2006: Badania stanowiska mezolitycznego nr 7 w Krzyżu Wielkopolskim[2]
- 2007: Holocene environmental history in northwest Finisz Lapland reflected in the multi-proxy rekord of a small subarctic lake[2]
- 2008: Stanowisko mezolityczne z okresu borealnego w Krzyżu Wielkopolskim[2]
- 2008: MESOLITHIC SITE FROM THE BOREAL PERIOD IN KRZYZ WIELKOPOLSKI (Stanowisko mezolityczne z okresu borealnego w Krzyżu Wielkopolskim)[2]
- 2008: Detecting the medieval cod trade: a new method and first results[2]
- 2011: Interpreting the expansion of sea fishing in medieval Europe using stable isotope analysis of archaeological cod bones[2]